# Joyce Fitch
Pour les articles homonymes, voir Fitch.
Joyce Fitch (née le 3 avril 1922 et morte le 26 juillet 2012) est une joueuse de tennis australienne de l'après-seconde Guerre mondiale. Elle est aussi connue sous son nom de femme mariée, Joyce Fitch-Rymer.
En 1946, elle a atteint la finale des Internationaux d'Australie en simple (battue par Nancye Wynne Bolton), gagnant le double dames aux côtés de Mary Bevis Hawton.

## Palmarès (partiel)

### Finale en simple dames
| No | Date       | Nom et lieu du tournoi             | Catégorie | Surface      | Vainqueure          | Score    |          |
| -- | ---------- | ---------------------------------- | --------- | ------------ | ------------------- | -------- | -------- |
| 1  | 19/01/1946 | Australian Championships, Adélaïde | G. Chelem | Gazon (ext.) | Nancye Wynne Bolton | 6-4, 6-4 | Parcours |

### Titres en double dames
| No | Date       | Nom et lieu du tournoi            | Catégorie | Surface      | Partenaire        | Finalistes                            | Score    |          |
| -- | ---------- | --------------------------------- | --------- | ------------ | ----------------- | ------------------------------------- | -------- | -------- |
| 1  | 19/01/1946 | Australian Championships Adélaïde | G. Chelem | Gazon (ext.) | Mary Bevis Hawton | Nancye Wynne Bolton Thelma Coyne Long | 9-7, 6-4 | Parcours |
| 2  | 11/07/1949 | Swedish Championships Båstad      |           | Terre (ext.) | Thelma Coyne Long | Birgit Gullbrandsson Hilde Sperling   | 6-1, 6-1 | Parcours |

### Finales en double dames
| No | Date       | Nom et lieu du tournoi          | Catégorie | Surface      | Vainqueures                           | Partenaire        | Score    |          |
| -- | ---------- | ------------------------------- | --------- | ------------ | ------------------------------------- | ----------------- | -------- | -------- |
| 1  | 18/01/1947 | Australian Championships Sydney | G. Chelem | Gazon (ext.) | Nancye Wynne Bolton Thelma Coyne Long | Mary Bevis Hawton | 6-3, 6-3 | Parcours |
| 2  | 20/01/1951 | Australian Championships Sydney | G. Chelem | Gazon (ext.) | Nancye Wynne Bolton Thelma Coyne Long | Mary Bevis Hawton | 6-2, 6-1 | Parcours |

### Finales en double mixte
| No | Date       | Nom et lieu du tournoi             | Catégorie | Surface      | Vainqueures                    | Partenaire    | Score           |          |
| -- | ---------- | ---------------------------------- | --------- | ------------ | ------------------------------ | ------------- | --------------- | -------- |
| 1  | 19/01/1946 | Australian Championships Adélaïde  | G. Chelem | Gazon (ext.) | Nancye Wynne Bolton Colin Long | John Bromwich | 6-0, 6-4        | Parcours |
| 2  | 18/01/1947 | Australian Championships Sydney    | G. Chelem | Gazon (ext.) | Nancye Wynne Bolton Colin Long | John Bromwich | 6-3, 6-3        | Parcours |
| 3  | 22/01/1949 | Australian Championships Adélaïde  | G. Chelem | Gazon (ext.) | Doris Hart Frank Sedgman       | John Bromwich | 6-1, 5-7, 12-10 | Parcours |
| 4  | 20/01/1950 | Australian Championships Melbourne | G. Chelem | Gazon (ext.) | Doris Hart Frank Sedgman       | Eric Sturgess | 8-6, 6-4        | Parcours |

## Parcours en Grand Chelem (partiel)
Si l’expression « Grand Chelem » désigne classiquement les quatre tournois les plus importants de l’histoire du tennis, elle n'est utilisée pour la première fois qu'en 1933, et n'acquiert la plénitude de son sens que peu à peu à partir des années 1950.

### En simple dames
| Année | Championnat d'Australie | Championnat d'Australie | Internationaux de France | Internationaux de France | Wimbledon     | Wimbledon        | US National | US National |
| ----- | ----------------------- | ----------------------- | ------------------------ | ------------------------ | ------------- | ---------------- | ----------- | ----------- |
| 1946  | Finale                  | Nancye Wynne            | -                        | -                        | -             | -                | -           | -           |
| 1947  | 1/4 de finale           | Nell Hall Hopman        | -                        | -                        | -             | -                | -           | -           |
| 1949  | 2e tour (1/8)           | Allison Burton          | -                        | -                        | 4e tour (1/8) | Margaret Osborne | -           | -           |
| 1950  | 1/2 finale              | Louise Brough           | -                        | -                        | -             | -                | -           | -           |
| 1951  | 1/2 finale              | Thelma Coyne            | -                        | -                        | -             | -                | -           | -           |

À droite du résultat, l’ultime adversaire.

### En double dames
| Année | Championnat d'Australie     | Championnat d'Australie   | Internationaux de France | Internationaux de France | Wimbledon                   | Wimbledon                 | US National | US National |
| ----- | --------------------------- | ------------------------- | ------------------------ | ------------------------ | --------------------------- | ------------------------- | ----------- | ----------- |
| 1946  | Victoire Mary Bevis         | Nancye Wynne Thelma Coyne | -                        | -                        | -                           | -                         | -           | -           |
| 1947  | Finale Mary Bevis           | Nancye Wynne Thelma Coyne | -                        | -                        | -                           | -                         | -           | -           |
| 1949  | 1/4 de finale Clare Proctor | Nell Hall D. Whittaker    | -                        | -                        | 2e tour (1/16) Thelma Coyne | Shirley Fry Helen Rihbany | -           | -           |
| 1950  | 1/2 finale Mary Bevis       | Nancye Wynne Thelma Coyne | -                        | -                        | -                           | -                         | -           | -           |
| 1951  | Finale Mary Bevis           | Nancye Wynne Thelma Coyne | -                        | -                        | -                           | -                         | -           | -           |

Sous le résultat, la partenaire ; à droite, l’ultime équipe adverse.

### En double mixte
| Année | Championnat d'Australie | Championnat d'Australie  | Internationaux de France | Internationaux de France | Wimbledon | Wimbledon | US National | US National |
| ----- | ----------------------- | ------------------------ | ------------------------ | ------------------------ | --------- | --------- | ----------- | ----------- |
| 1946  | Finale John Bromwich    | Nancye Wynne Colin Long  | -                        | -                        | -         | -         | -           | -           |
| 1947  | Finale John Bromwich    | Nancye Wynne Colin Long  | -                        | -                        | -         | -         | -           | -           |
| 1949  | Finale John Bromwich    | Doris Hart Frank Sedgman | -                        | -                        | -         | -         | -           | -           |
| 1950  | Finale Eric Sturgess    | Doris Hart Frank Sedgman | -                        | -                        | -         | -         | -           | -           |
| 1951  | 1/2 finale Roy Felan    | Clare Proctor Jack May   | -                        | -                        | -         | -         | -           | -           |

Sous le résultat, le partenaire ; à droite, l’ultime équipe adverse.